# Selbach (Renânia-Palatinado)
Selbach é um município da Alemanha localizada no distrito de Altenkirchen, na associação municipal de Verbandsgemeinde Wissen, no estado da Renânia-Palatinado.

## Demografia
Evolução da população:
| - 1815 – 191 - 1835 – 274 - 1871 – 415 - 1905 – 396 - 1939 – 513 | - 1950 – 546 - 1961 – 598 - 1970 – 672 - 1987 – 664 - 2005 – 854 |

 Fonte: Statistisches Landesamt Rheinland-Pfalz